# Herkulanej
Herkulanej (latinski: Herculaneum) je antički grad u Napuljskome zaljevu koji je stradao kad i Pompeji, Stabiae i Oplontis, od erupcije Vezuva 79. godine. 
Dan 22. studenog 1738. godine se smatra za rođendan klasične arheologije jer su tada započela iskapanja Harkulaneja. Voditelj iskopavanja bio je Rocque Joaquin de Alcubierre, a nadgledao ga je markiz Marcelo Venuti koji je boravio u Cortoni gdje je 1732. godine osnovao prvo arheološko društvo, Academia Etrusca. Godine 1749. Venuti je napisao prvu knjigu o otkrićima u Herkuleju i Pompejima.
Od kada je otkriven 1981. godine, u Herkulaneju su pronađeni ostaci samo 150 ljudi i vjeruje se da je evakuacija izvršena na vrijeme te da se većina stanovnika spasila. Pronađeno je mnogo umjetnina, ali i knjižica s mnogobrojnim tekstovima grčkih filozofa.
Svi dokazi potvrđuju da je Herkulanej bio ekskluzivno obalno odmorište.[nedostaje izvor] Ljudi su tamo dolazili uživati ili pak ponuditi usluge onima koji su na odmoru. Forma je bila važna rimskim posjetiteljima koji su bili lagodni,[što?] ali ne i bogati. Primjerice, mnogi stupovi bili su načinjeni od opeke, a onda prilagođeni kako bi nalikovali izdubljenom mramoru pravih stupova u Pompejima. Svi dućani i kuće koristili su jarko obojene, bogate mozaike i freske kako bi stvorili atmosferu ladanja, a mnogi među njima su preživjeli.
Od 1997. godine nalazi se na UNESCO-ovom popisu zaštićenih spomenika svjetske baštine. 
- Skulptura pijanog Satira iz Vile papirusa
- Skulptura sjedećeg Hermesa iz Vile papirusa
- Zidni mozaik Neptuna i Afrodite u kući br. 22
- Ova kuća je znakovita po brojnim mozaicima
- Kuće za brodove u kojima je pronađena većina ljudskih ostataka
- Kosturi iz kuće brodova
- Popločana ulica u Herkulaneju
- Zidne slike prvog stila
- Mramorni popločani pod

## Vanjske poveznice
- Herkulanej: Uništenje i otkriće
- Fotografije